# Saint-Séverin (Charente)
Saint-Séverin – miejscowość i gmina we Francji, w regionie Nowa Akwitania, w departamencie Charente.
Według danych na rok 1990 gminę zamieszkiwało 777 osób, a gęstość zaludnienia wynosiła 52 osoby/km² (wśród 1467 gmin regionu Poitou-Charentes, Saint-Séverin plasuje się na 392. miejscu pod względem liczby ludności, natomiast pod względem powierzchni na miejscu 584.).

## Współpraca
Miejscowość partnerska:
- Nandrin, Belgia